# Jimmy Reiher Jr.
James William (Wiley) Reiher Jr. (ur. 1 września 1971 w La’ie, Hawaje) – amerykański wrestler pochodzenia fidżyjskiego, znany z występów w federacji World Wrestling Entertainment (WWE) jako Deuce. Tag teamowy mistrz świata tej federacji (WWE Tag Team Champion) wraz z Domino.

## Kariera

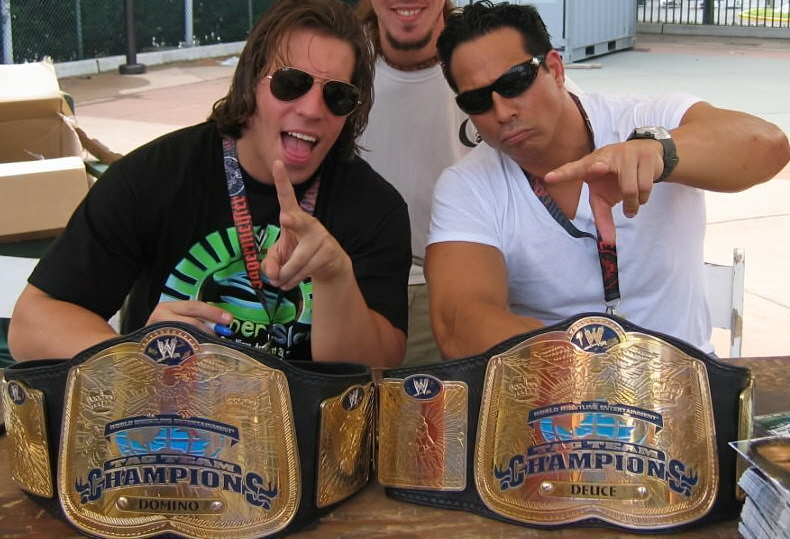
Mistrzowie Deuce ’n Domino z pasami WWE Tag Team Championship. Deuce z prawej.

Jako wrestler zadebiutował na początku lat dwutysięcznych w Xcitement Wrestling Federation (XWF). Pod koniec stycznia 2005 r. trafił do federacji rozwojowej World Wrestling Entertainment (WWE) – Ohio Valley Wrestling (OVW), gdzie występował pod pseudonimem Deuce Shade – tam kilkukrotnie zdobywał mistrzostwa tej federacji. W styczniu 2007 r. zadebiutował w World Wrestling Entertainment w tag teamie Deuce ’n Domino, do którego należał Cliff Compton (Dice Domino) oraz valet zespołu – Cherry. Gimmick tag teamu nawiązywał do subkultury młodzieżowej lat 50. zwanej Greasers.
Największym osiągnięciem zespołu było zdobycie tag teamowych tytułów mistrzowskich federacji WWE (WWE Tag Team Championship) w dniu 17 kwietnia 2007 roku pokonując Briana Kendricka i Paula Londona. Tytuły te utrzymywali przez prawie cztery miesiące (133 dni), tracąc je pod koniec sierpnia 2007 r. na rzecz Montela Vontaviousa Portera i Matta Hardy’ego. W czerwcu 2008 r. po serii porażek Deuce zaatakował swojego dotychczasowego partnera tag teamowego (Domino) rozwiązując tym samym drużynę. Do września 2008 r. występował w brandzie SmackDown. Następnie jesienią 2008 r. zadebiutował na Raw. W grudniu 2008 r. ogłosił zmianę swojego pseudonimu przyjmując nowy – Sim Snuka. Ostatni raz w federacji WWE pojawił się na gali WrestleMania XXV, gdzie był kamerzystą podczas walki The Undertakera z Shawnem Michaelsem. Podczas tego starcia The Undertaker wykonał skok suicide dive na Sima Snukę. Jego kontrakt z WWE wygasł pod koniec czerwca 2009 roku, wtedy też opuścił federację.
Od jesieni 2009 r. zaczął występować w federacji National Wrestling Alliance (NWA). Potem występował w federacjach niezależnych takich jak Championship Wrestling from Arizona (CWFAZ), Ultra Championship Wrestling Zero (UCW-Zero) czy American Pro Wrestling Alliance (APWA). Ostatnie starcie odbył w 2017 roku.

## Życie prywatne
Zanim został wrestlerem pracował m.in. jako pedagog szkolny oraz kamerzysta. Jego ojciec, James Reiher walczył pod pseudonimem Jimmy Snuka, natomiast jego siostra Sarona znana jest również z występów w WWE jako Tamina. Druga siostra Reihera Jra. – Penina jest siatkarką na University of Arizona w drużynie Arizona Wildcats.
Zdobył również tytuł Mr. Hawaiian Islands w kulturystyce.

## Osiągnięcia i mistrzostwa
- American Pro Wrestling Alliance
  - APWA Tri State Championship (2 razy)
- Deep South Wrestling
  - DSW Tag Team Championship (1 raz) – z Domino
- International Wrestling Association
  - IWA Hardcore Championship (1 raz)
- Ohio Valley Wrestling
  - OVW Southern Tag Team Championship (3 razy) – z Domino
  - OVW Television Championship (1 raz)
- Pro Wrestling Illustrated
  - PWI sklasyfikowało go na 150. miejscu w klasyfikacji PWI 500 z 500 wrestlerów 2009 roku[13].
- World Wrestling Entertainment
  - WWE Tag Team Championship (1 raz) – z Domino